# بندوان
بندوان، روستایی از توابع شهرستان رفسنجان در استان کرمان ایران

## جمعیت
این روستا در دهستان راویز قرار دارد و براساس سرشماری مرکز آمار ایران در سال ۱۳۸۵، جمعیت آن ۱۵ نفر (۸خانوار) بوده‌است.